# Who is Erin Carter?
Who is Erin Carter? è una miniserie thriller di Netflix.

## Trama
La serie è incentrata su Erin Carter, un'insegnante che vive a Barcellona, con suo marito e sua figlia, e che durante una rapina armata in un negozio di alimentari è costretta a difendere se stessa e sua figlia uccidendo uno degli assalitori. Per farlo è costretta a dimostrare delle straordinarie abilità di combattimento, che sollevano domande sulla sua identità e sul suo passato.

## Personaggi

### Personaggi principali
- Erin Carter, interpretata da Evin Ahmad e doppiata da Eleonora Reti: misteriosa insegnante che vive a Barcellona con un oscuro passato
- Jordi Collantes, interpretato da Sean Teale e doppiato da Marco Vivio: compagno di Erin a Barcellona.
- Harper Carter, interpretata da Indica Watson e doppiata da Giulietta Rebeggiani: figlia di Erin.
- Emilio Martin, interpretato da Pep Ambròs e doppiato da Michele Botrugno: poliziotto di Barcellona, amico di famiglia dei Carter.
- Daniel Lang, interpretato da Douglas Henshall e doppiato da Loris Loddi: padre di un alunno di Erin, è un uomo malavitoso.
- Lena Campbell, interpretata da Denise Gough e doppiata da Daniela Calò: misetriosa donna che sta inseguendo Erin.
- Olivia Thorne, interpretata da Susannah Fielding e doppiata da Benedetta Ponticelli: segretaria della scuola in cui lavora Erin nonché sua grande amica. Si offre spesso di fare da babysitter ad Harper quando Erin è impegnata.
- Penelopre Reyna, interpretata da Charlotte Vega e doppiata da Valentina Mari: "rivale" di Erin, donna ricca di Barcellona e sua vicina di casa.

### Personaggi secondari
- Dylan Lang, interpretato da Finnian Burke e doppiato da Diego Croce: figlio di Daniel.
- Ispettore Tabarez, interpretato da Andy Lucas e doppiato da Raffaele Palmieri: ispettore capo di Emilio.

## Distribuzione
La prima stagione di Who Is Erin Carter?, composta da sette episodi, ha debuttato il 24 agosto 2023.

## Accoglienza
Al momento del rilascio, la serie ha raggiunto la vetta della Top 10 globale di Netflix diventando la serie Netflix più vista in 82 paesi. Il sito web aggregatore di recensioni Rotten Tomatoes ha riportato un tasso di approvazione del 64% con una valutazione media di 6,3 / 10, basata su 11 recensioni critiche. Metacritic, che utilizza una media ponderata, ha assegnato un punteggio di 62 su 100 basato su 5 critici, indicando recensioni "generalmente favorevoli".